# Rudolf Vlagyimirovics Pljukfelgyer
Rudolf Vlagyimirovics Pljukfelgyer (oroszul: Рудольф Владимирович Плюкфельдер, németül: Rudolf Plukfelder) (Novoorlivka, 1928. szeptember 6. –) olimpiai, világ- és Európa-bajnok német nemzetiségű szovjet súlyemelő.